# Karl Heinrich Ulrichs
Karl Heinrich Ulrichs (ur. 28 sierpnia 1825 w Aurich, zm. 14 lipca 1895 w L’Aquili) – niemiecki prawnik, dziennikarz, wydawca, pionier seksuologii i pierwszy znany aktywista na rzecz równości osób homoseksualnych.

## Życiorys
Zajmował się badaniami na temat miłości osób tej samej płci, którą określał mianem uranizmu (nie istniało wtedy jeszcze pojęcie homoseksualizm), wprowadził klasyfikację 7 płci, wśród których homoseksualnych mężczyzn określał mianem urningów. Propagował możliwość zawierania małżeństw jednopłciowych, które nazwał małżeństwami urańskimi. Otwarcie mówił o swojej homoseksualności, co było w jego czasach wystąpieniem bardzo nietypowym, a ze względu na grożące sankcje karne – również niebezpiecznym. Podczas Niemieckiego Dnia Prawników w 1867 r. w Monachium zawarł w swoim przemówieniu postulat dekryminalizacji stosunków płciowych między mężczyznami, jako wynikających z naturalnych predyspozycji, co wywołało ogromne oburzenie wśród słuchaczy i doprowadziło do przerwania jego wystąpienia w atmosferze skandalu.
Volkmar Sigusch nazwał Ulrichsa „pierwszym gejem w historii świata”. Należy on do pierwszych myślicieli i aktywistów tego, co znamy dziś jako ruch LGBT, za życia pozostawał jednak ze swoimi poglądami i postulatami odrzucony. Zamiast pożądanej liberalizacji, doczekał się zaostrzenia represji przeciwko osobom  homoseksualnym po wprowadzeniu jednolitego niemieckiego kodeksu karnego w 1871 r. (paragraf 175), przez co w 1880 r. wyemigrował do Włoch. Część jego dorobku naukowego została kontynuowana przez innego pioniera seksuologii i idei równouprawnienia gejów i lesbijek, Magnusa Hirschfelda. Postać Ulrichsa, przez ponad sto lat zapomniana, doczekała się ponownego odkrycia i uznania na początku XXI wieku przez współczesnych badaczy społeczności LGBT.
Życiową pasją Ulrichsa była także łacina – tworzył wiersze w tym języku, za które bywał nagradzany (np. za zbiór Apicula Latina). Wśród napisanych przez niego łacińskich epigramów znaleźć można kilka autorefleksji oraz wyrazów rozterek emocjonalnych związanych z jego tożsamością płciową i orientacją seksualną. Jego utwory nie doczekały się jednak ponownego wydania ani przekładu na języki współczesne.
Na emigracji we Włoszech zaczął wydawać łacińskie czasopismo Alaudae (ukazywało się ono w latach 1889–1895). Czasopismo to związane było z jego projektem ożywienia języka łacińskiego lub też przynajmniej przywrócenia mu statusu języka dyplomacji i komunikacji międzynarodowej.